# Kegon

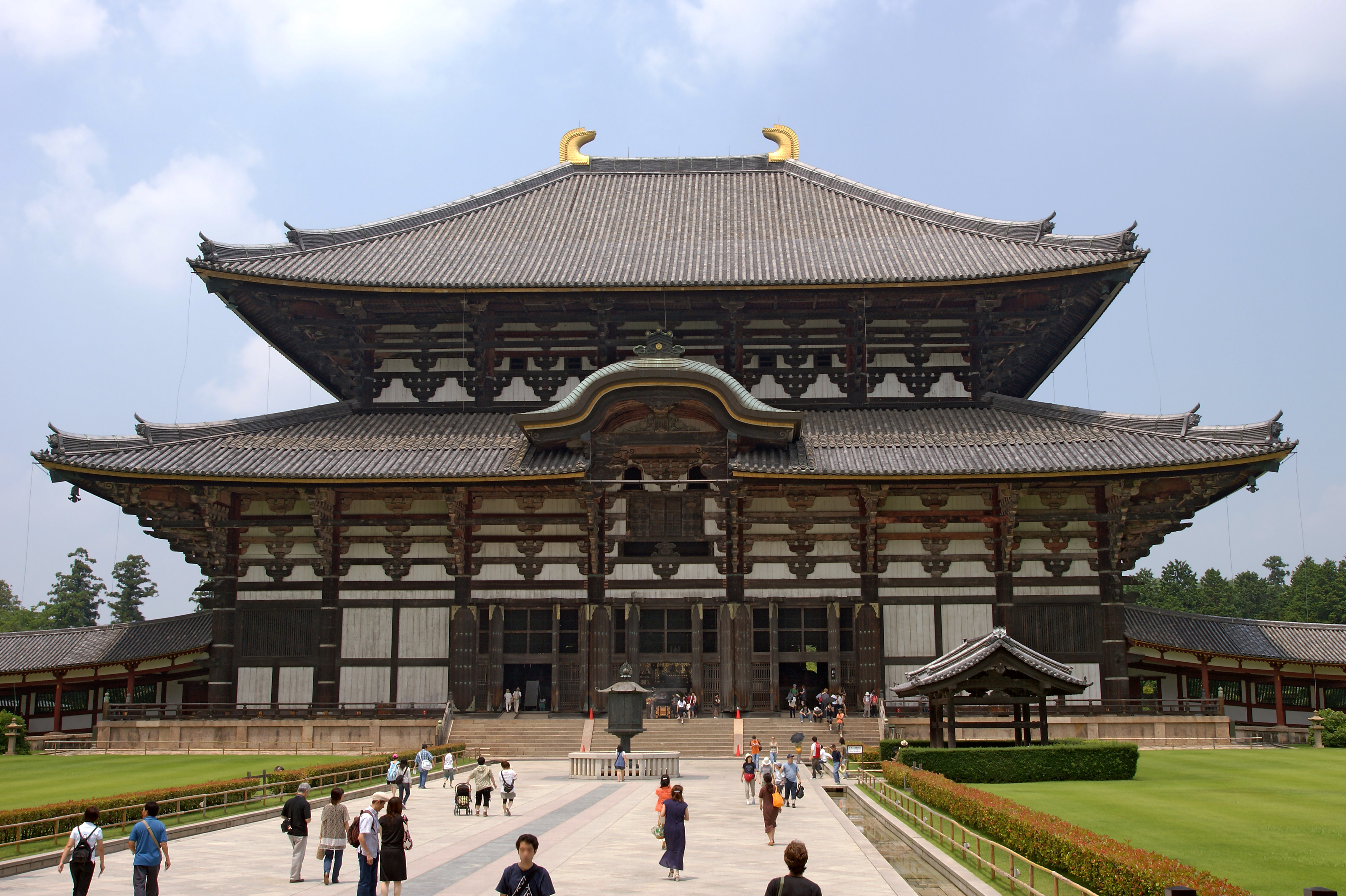
Daibutsuden vid Tōdai-ji-templet i Nara, Japan.

Kegon (Kanji, 華厳宗; Hiragana, けごん) är en buddhistisk riktning i Japan. Den kom från Kina på 700-talet där den uppstått under namnet hua-yen.
Inriktningen grundades 736, när prästen Rōben, som varit munk i Hossō-traditionen bjöd in Shen-hsiang (japanska Shinshō) att hålla föreläsningar om Blomsterkranssutran, Avatamsakasutra, vid Kinshōsen-ji som senare skulle bli Tōdai-ji.  Sutran är viktig inom hela mahayana. I Kina hade studier av sutran gett upphov till en självständig buddhistisk riktning, hua yen, ungefär 600 e.Kr., en utveckling som pågick i åtminstone 300 år, fram till 900 e kr. 
När Tōdai-ji-templet stod färdigt på 740-talet utropade Rōben officiellt kegon-shū som en buddhistisk inriktning i Japan. Rōbens lärjunge Jitchu tog över förvaltningen av Tōdai-ji och templet har med tiden blivit en allt viktigare symbol för kegon-inriktningen.
I Kina drabbades hua-yen-buddhismen hårt av kejsar Wuzongs förföljelser av buddhismen, och efter 846 överskuggades den av en kombination av chanbuddhismen och rena land-buddhismen. I Japan  har inriktningen upptagit tantriskt rituella drag från Shingon-buddhismen.

## Läs mera
- Sutra